# 日野市立日野第三中学校
日野市立日野第三中学校（ひのしりつ ひのだいさんちゅうがっこう）は、東京都日野市にある公立中学校。

## 概要
校歌　
- 作詞：志山洋子　作曲：遠藤　仁

## 沿革
- 昭和45年4月
  - 日野市立七生中学校日野第三中分校として七生中学校内で授業開始。生徒数26名、教職員数12名[1]。
- 昭和46年4月
  - 第1回入学式挙行（114名）

## 生徒数
| 学年 | 生徒数（学級数） |
| ---- | ---------------- |
| 1年  | 92名（3）        |
| 2年  | 114名（3）       |
| 3年  | 85名（3）        |
| 8組  | 24名（3）        |
| 合計 | 315名（12）      |

※教員は26名

## 通学区域
- 程久保八丁目9番地の2、10番地の1から5[3]
- 程久保879番地、885番地、895番地
- 程久保一丁目から八丁目(除く八丁目9番地の2、10番地の1から5)　程久保(除く879番地、885番地、895番地)
- 三沢三丁目16番地の1から4、17から22番地、27から38番地、39番地の1から5、40番地、42から44番地、三沢853から930番地
- 三沢四丁目1から20番地(除く18番地の9から12)、21番地の1から7
- 三沢四丁目18番地の9から12、21番地の8から15、22から28番地、五丁目、三沢850番地(高幡台団地)
- 百草914番地の85、917番地の1(エステート百草)、999番地(百草団地　除く999番地の25・28)

## 主な進学元小学校
- 日野市立七生緑小学校
- 日野市立潤徳小学校
- 日野市立夢が丘小学校

## 周辺地域
- 多摩動物公園
- 百草園
- 明星大学
- 帝京大学・八王子キャンパス
- 中央大学